# General Francisco Caballero Álvarez
General Francisco Caballero Álvarez (también conocido como Puente Kyjhá) es uno de los municipios del departamento de Canindeyú, Paraguay, se encuentra al este del mismo, aproximadamente a 500 km de la ciudad de Asunción, capital de la República del Paraguay, sobre la Ruta PY03. Sus habitantes se dedican a la agricultura, ganadería e industria.

## Toponimia
El lugar fue bautizado por los primeros pobladores inicialmente como Puente Kyjhá. En el límite entre La Paloma y Katueté, sobre el río Carapá funcionaba un puente construido con estructura de cocoteros partidos por la mitad con maromas de sogas que hacían vaivenes. De allí el nombre de Puente Kyjhá (Puente que hamaca).
Francisco Caballero Álvarez (1896-1958), fue un gran militar y ministro de Guerra y Marina, y embajador paraguayo ante el Reino Unido; político de larga trayectoria; entre otros, hijo del general Bernardino Caballero y de doña Julia Álvarez.

## Historia
Fue creado en el año 1987, por decreto del Poder Ejecutivo. Años más tarde se cambió la denominación original, por la de Francisco Caballero Álvarez. Fue fundado por los señores Wilfrido Hoppe, Roberto Rivas Almada, Hilario Godoy, José Blanco, Arnaldo Portillo, Pastor Sánchez, Nelson Gomez Roa entre otros, considerados pioneros y propulsores para la creación del distrito. 

## Geografía
El distrito de Francisco Caballero Álvarez, tiene 839,6 km², de extensión territorial, pero el inmenso territorio fue dividido para dar formación a tres nuevos distritos: Katueté, La Paloma y Nueva Esperanza, la gran mayoría de su población se encuentra en el sector rural.
Desde la perspectiva concreta del aspecto físico, se distinguen claramente dos regiones bien diferenciadas: la que se encuentra determinada por las cordilleras de Amambay y de Mbaracayú y sus estribaciones, en ella la zona presenta una topografía accidentada, con valles que se muestran muy adecuados para las actividades agropecuarias; la segunda comprende esencialmente terrenos planos y ondulados, con tierras muy aptas para la agricultura.
Limita al norte con Brasil, separado por la Cordillera del Mbaracayú; al sur con Nueva Esperanza; al este con La Paloma; y al oeste con Corpus Christi y Katueté.

## Hidrografía
Los afluentes del río Paraná, unidos al movimiento de ascenso, originaron un relieve ondulado. Piezas rocosas formaron cascadas y saltos, así como el Salto Itá porá. Al este se encuentran los afluentes del río Piratiy, el arroyo Barrero Pochy y el río Carapá.

## Clima
La temperatura media anual es de 21 °C, disminuyendo levemente hacia el noreste. La máxima es de 39 °C en el verano y la mínima llega a 0 °C durante el invierno. En cuanto a las precipitaciones, de ocurrencia frecuente en la zona, el promedio anual se sitúa alrededor de los 1600mm, superior a los 1700 mm. La evapotranspiración media anual es de 1100 mm, siendo el mes de mayo el más lluvioso y el mes de junio el más seco.

## Economía
En la zona se dedican al cultivo de soja, trigo, mandioca, algodón, maíz, yerba mate, tabaco, girasol, también tienen cultivos de sorgo, así como de frutas y hortalizas. 
En relación con la producción ganadera cuentan con ganado vacuno, equino, ovino y caprino, en gran parte de la zona.

## Infraestructura
La principal vía de comunicación terrestre es la Ruta PY03, que la conecta con Salto del Guairá y Asunción, y con otras localidades del departamento y del país. La mayoría de las vías de comunicación están cubiertas con ripios, terraplenes o directamente son de tierra, varios kilómetros pueden ser utilizados dependiendo de la condición climática, ya que son inhabilitados en días de lluvia.
Francisco Caballero Álvarez al igual que los distritos de Salto del Guairá y Curuguaty también cuenta con discado directo, los pobladores tienen servicios telefónicos de Copaco y los de telefonía móvil, además cuenta con varios medios de comunicación y a todos los lugares llegan los diarios capitalinos. Los viajeros tienen para su traslado, dentro del mismo y su enlace con otros y con la capital, ómnibus modernos. Para los traslados internos se cuenta con ómnibus de pequeña capacidad.